# 春窮
春窮（しゅんきゅう）とは前年に収穫した主食品が欠乏してくることで食料不足になりがちだった4月から5月にかけての春の端境期（晩春）期間。
朝鮮半島では草根樹皮を食べて延命しているような、より深刻な状態を意味する。

## 日本
日本では春の季語であり、前年に収穫した米穀などの主食品が晩春期に欠乏してくることを意味する。

## 朝鮮半島

### 李氏朝鮮
朝鮮半島において古来から「春窮（チュングン、ch'ungung）」とは、春季の越境期に食料が無くなり、山野の草根や木皮を食べて延命した状態をいう、より深刻な状態を意味する。春窮期・播種期に穀物を貸与し、秋収期に元金と利子を回収する中国由来の利子のある貸借慣習が、高句麗では「賑貸」と伝わり、百済では「貸食」となり、以後の李氏朝鮮には「還穀」と呼ばれた制度があった。李氏朝鮮は国土開発を怠っており、階級差別と搾取で毎年春に飢える状況が常態となっているほど生産性の低い統治であった。李氏朝鮮には「貧民に対する救済と物価の安定」のため国家財政の一部である官穀を「春貸秋納（春に貸与・秋に納付）」するものであった還穀 (義倉米 ) 制度があったが、高利貸的収奪のような制度となっていた。朝鮮民衆は1862年の壬戌民乱で一斉蜂起している。このように還穀の弊害が増大し続けたため、1867年「社倉」を復活し、1895年に朝鮮王朝は「社還条令」にて、従来の還穀を利率を引き下げて改称した。社還米は半官半民制にしたことで一見問題解消されたようにみえたものの、実態は朝鮮王朝末期における国家財政の確立と農民の懐柔目的であった。しかし弊害はそれでも収まらず、日韓併合後の1917年に朝鮮総督府により廃止された。

### 日本統治時代
日本統治時代の1934年8月、朝鮮半島の米穀事情調査から東京に帰ってきた米穀顧問高田耘平は農水省の農相官邸で開催された米穀顧問会議にてその調査結果を報告した。朝鮮半島の農民は大麦や粟といった安価な穀物を常食しており、米は高値で内地に輸出するため自ら食べることができず、そして常食である大麦や粟も春窮期には底を尽き草根木皮で命をつなぐものが600万人に達するとした。このような状況では単に朝鮮米が内地に移入することを問題にすべきではなく、朝鮮の農民を如何に救うかが先決問題であると述べた。京城日報によると1934年当時は、内地でも春の端境期の農村は平年でも春窮とは言わずとも生活に苦しむ時期ではあったこと報じている。更に、京城日報は朝鮮半島内で春窮は起きているけれども、朝鮮半島全体が春窮に陥っていた併合前と、旱魃や水害、特産物不作時、特定村落や家族で起きる特例的事象となっている今日（1934年）では多大の相異がある報道している。

### 韓国
韓国は農耕地面積は狭いのに人口は多かったため、春の端境期における春窮とボリッコゲに苦しめられた。「春窮、麦嶺越え難し」という言葉が朝鮮半島にはある。春窮とボリッコゲ（ポリコゲ）は1950年代の韓国農村の困窮を象徴意する言葉であった。ボリッコゲ（ポリコゲ）は朝鮮語で麦の嶺を意味し、麦が取れるまで耐えられるか分からない深刻な状態である。
特に農村は1960年代の朴正煕政権まで毎年、秋収穫の米が旧暦の正月には底をついていた。そのため、麦の収穫出来る夏まで春窮の期間となっていて、食料が底をついた農民は山野で得られる植物で食い繋いでいた。春窮期の農村に住む韓国人は、まともな食料が無いため食べられず、多数の顔が腫れ上がっていた。1961年に軍事政変で大統領となった朴正煕は、「一寸の地も遊ばせず食料を増産せよ」、ボリッコゲ克服に乗り出したことで韓国の年平均コメ生産量は、李承晩大統領時の1953-55年214万トンから1961-65年350万トンへ増加させている。朴正煕によって、独立後の韓国を苦しめてきた春窮とボリッコゲ（ポリコゲ）が1960年代前半でなくなった。1971年の農村の近代化を主としたセマウル運動で農村電化率も1964年の12%、1970年27%から、1972年に40.8%戸急上昇し、1977年には99.7%となっている。韓国の農村たけでなく、国民生活全体を発展させたが、朴正煕暗殺事件でチョン・ドンファン（全斗煥）が大統領となると政府のセマウル運動が変質し、セマウル中央本部をつくって実弟の全敬煥を本部長任命するなど利益誘導運動にした。そのため、野副伸一亜細亜大学教授は民主化後に朴正煕の方のセマウル運動の評価を聞くつもりで、セマウル運動について若手韓国人研究者に問うた際に、「利益誘導で農村を荒廃させた」との批判に衝撃を受けている。

### 北朝鮮
北朝鮮では毎年4月5月に春窮が起きていて、これによる食糧難は、秘密資金（統治資金）の欠乏と共に金一族による独裁体制への「ダブルパンチ」となっている。2023年現在も「前年に収穫した作物が底をつき、食べるものがなくなる」という春窮期間がある。春窮期間中に完全に蓄えが底をついた家庭は「絶糧世帯」と呼ばれている。